# Coefficient
Pour l’article homonyme, voir Coefficients club.
Un coefficient est un facteur constant, exprimé par un nombre ou par un symbole qui le représente, qui s’applique à une grandeur variable (grandeur physique ou variable mathématique). En physique par exemple, quand la vitesse d’un solide mobile est constante, la distance parcourue est proportionnelle à la durée du parcours, la vitesse étant le coefficient de proportionnalité à appliquer à une durée donnée pour obtenir la distance parcourue pendant ce temps.

## Mathématiques
Dans une expression mathématique, un coefficient est un nombre (ou un symbole représentant un nombre) qui vient en facteur d'une variable ou d'une fonction d'une ou plusieurs variables.

### Coefficient de proportionnalité
Une égalité telle que {\displaystyle \,{\frac {3}{15}}\,=\,{\frac {4}{20}}\,} s’appelle une proportion. Elle peut se traduire par les phrases suivantes :
{\displaystyle \mathbb {3\,\ et\ 4} \,} sont proportionnels à {\displaystyle \,\mathbb {15\,\ et\ 20\ ;} }
{\displaystyle \mathbb {4\,\ et\ 20} \,} sont proportionnels à {\displaystyle \,\mathbb {3\,\ et\ 15} .}
On obtient le couple (15, 20) en multipliant les termes du couple (3, 4) par le coefficient 5 : {\displaystyle \,{\frac {15}{3}}\,=\,{\frac {20}{4}}\,=\,5.}
On obtient le couple (3, 15) en multipliant les termes du couple (4, 20) par le coefficient 0,75 {\displaystyle \,{\frac {3}{4}}\,=\,{\frac {15}{20}}\,=\,0{,}75.\,} Coefficient qui peut s’exprimer sans approximation par un pourcentage : 3 vaut 75 % de 4 et 15 vaut 75 % de 20.

### Coefficients de polynômes
Dans le polynôme  {\displaystyle a\,x^{2}+b\,x+c}  où la variable est x, les coefficients sont a, b et c. Plus précisément, a est le coefficient de x2, b celui de x1 (= x) et c celui de x0 (= 1).
Dans le développement de  {\displaystyle (a+b)^{n}}  par la formule de Newton,  {\displaystyle (a+b)^{n}=\sum _{k=0}^{n}C_{n}^{k}\,a^{k}b^{n-k}}, les coefficients sont les facteurs {\displaystyle C_{n}^{k}} placés devant chaque terme {\displaystyle a^{k}b^{n-k}}.
Les coefficients sont (ou représentent) le plus souvent des nombres réels, mais ces nombres peuvent être complexes, rationnels, etc. Si ce n'est pas clair d'après le contexte on le précise : coefficients réels, coefficients complexes, coefficients rationnels, etc.

## Sciences expérimentales
- En physique et dans d'autres sciences expérimentales, on désigne généralement par coefficient le rapport de deux grandeurs physiques. La norme ISO 60050 préconise de réserver le terme aux cas où les grandeurs ont une dimension différente et d'employer le terme « facteur » dans le cas contraire[2]. Le terme « module » a parfois le même sens[3].

En aérodynamique, le coefficient de traînée est défini par  {\displaystyle C_{x}={\frac {F_{x}}{{\frac {1}{2}}\,\rho \,V^{2}\,S}}}  où Fx désigne la force de frottement ressentie par un mobile, ρ la masse volumique de l'air, V la vitesse du mobile par rapport à l'air et S la surface de référence du mobile.
- Par extension, on peut aussi appeler coefficient la dérivée (ou dérivée partielle) d'une grandeur physique par rapport à une autre[1].

Le coefficient de dilatation isobare est défini par {\displaystyle \alpha ={\frac {1}{V}}\left({\frac {\partial V}{\partial T}}\right)_{P}} où V désigne le volume, T la température et P la pression.

## Salaires
Le coefficient salarial dépend de la classification professionnelle qui doit correspondre aux fonctions ou aux diplômes (il dépend de la convention collective). À chaque coefficient correspond un indice de rémunération. Pour calculer le salaire de base il faut multiplier l'indice de rémunération par la valeur en euros du point d'indice.

## Art
Le coefficient d'art est un concept esthétique décrit par Marcel Duchamp.